# Rock Your Body
A Rock Your Body a híres amerikai énekes Justin Timberlake harmadik kislemeze, első nagylemezéről, a Justifiedról. 2003-ban került a lemezboltokba és a produceri munkákat a The Neptunes látja el. A dal ötödik helyen nyitott a Billboard Hot 100-on és az ausztrál listákon az első helyen, ahol egy hétig tartózkodott. Az angol listákon elért legjobb eredménye a második hely volt.
A dalt Justin a Super Bowl-on is előadta. Ezt a dalt énekelte Janet Jacksonnal, amikor megtőrtént a botrányos fellépés, pont annál a résznél, hogy: "have you naked by the end of this song".

## A videó
A videóban rengeteg fényefekt található, és van egy rész, amikor Justin fejjel lefelé csüng. A videóban a női táncos a DanceLife egyik üdvöskéje Staci Flood.

## Hivatalos verziók
- Album verzió – 4:27
- Hangszerelve – 4:27